# Театр Едісона (Єрусалим)
31°47′11″ пн. ш. 35°13′05″ сх. д. / 31.786388888889° пн. ш. 35.218055555556° сх. д.
Театр Едісона (івр. קולנוע אדיסון) — колишній кінотеатр, культурний центр і концертний майданчик у районі Зіхрон Моше в Єрусалимі. Театр відкрився 1932 року і закрився 1995 року.

## Історія
Театр Едісона був третім кінотеатром, побудованим у Єрусалимі. Він відзначався сучасною архітектурою та місткістю — 1500 осіб. Це також було перше в місті публічне приміщення з кондиціонером. Театр назвали на честь Томаса Едісона, винахідника першого кінопроєктора.
Відкриття відбулося 5 січня 1932 року. На церемонії відкриття виступив Ітамар Бен-Аві.
Окрім показів кіно, приміщення використовувалося для виступів артистів, зокрема там виступав Ів Монтан. Також тут проходили виступи філармонічного оркестру до становлення Ізраїлю як держави.
Розташування театру на межі між релігійними та світськими єврейськими кварталами в Єрусалимі спричиняло конфлікти. 1931 року театр підписав угоду проти порушень шабату, разом з двома іншими театрами міста. Порушення угоди тягнуло за собою штраф у розмірі 300 ізраїльських лір. Однак продаж квитків розпочався до кінця шабату, хоча самі покази й були після шабату. Спільнота євреїв-харедім на чолі з Амрамом Блоєм з руху «Нетурей карта», намагалися зупинити це, театр був сильно пошкоджений у двох підпалах (1965, 1975).
Театр закрився 1995 року, кілька років пустував. 2006 року ділянку придбала група сатмарських хасидів, які побудували там 64-квартирний житловий комплекс, завершений у лютому 2014 року.